# Jacques Jansen (cantant)
Jacques Jansen   (11è districte de París, 22 de novembre de 1913 - 17è districte de París, 13 de març de 2002) va ser un cantant francès de baryton-martin, particularment associat amb el paper de Pelléas en l'òpera de Debussy, però també actiu en opereta i en la plataforma de concerts, i més tard com a professor.

## Biografia
Jansen tenia una àmplia formació musical i artística; després d'estudiar el violí a París, va prendre classes de solfeig i fagot al conservatori de Tours, on també va cursar belles arts.
Després d'haver pres classes de veu amb Charles Panzéra, des de 1938 va estudiar amb Claire Croiza i Georges Viseur (solfeig) al Conservatori de París. També va prendre classes amb René Simon i Louis Jouvet i va guanyar premis que li podrien haver permès seguir una carrera interpretativa. El 1939 va cantar l'escena de la font (escena 1 de l'acte 2) i l'escena de la torre (escena 1 de l’acte 3) de l'òpera Pelléas et Mélisande de Claude Debussy amb l'Orchester National de France sota la direcció d'Inghelbrecht, una experiència que el va deixar desbordat d'alegria.
Va debutar com a Pelléas al "Grand Théâtre" de Ginebra el 1941.
Després del seu debut a París a l'Opéra-Comique com a Pelléas el 20 d'abril de 1941, Jansen també va aparèixer com a cantant a Masques et bergamesques de Fauré (gener de 1942), Valérien a Malvina (juliol de 1945) i el paper principal a Fragonard (febrer de 1946).
Jansen va gravar Pelléas en un repartiment de l'Opéra-Comique dirigit pel director d'orquestra Roger Désormière a l'abril i maig de 1941 amb Irène Joachim com a Mélisande. Aquest enregistrament és àmpliament considerat com un enregistrament de referència d'aquesta òpera. Més tard, Jansen va gravar el mateix paper amb André Cluytens i Inghelbrecht dirigint. També va cantar el paper amb Désormière amb la companyia Opéra-Comique al Covent Garden el juny de 1949, així com a Nova York, Brussel·les, Lisboa, Berlín, Milà, Roma i Tòquio.
La seva última actuació va ser a Tours el març de 1971.
Tot i que es recorda millor pel paper de Pelléas, també va cantar òpera barroca (Les Indes galantes i Platée de Rameau), òpera moderna (Christophe Colomb de Darius Milhaud i Les caprices de Marianne al "Théâtre des Champs-Élysées" el 1956), opereta (The Merry Widow de Franz Lehár, estrena de La Belle de Paris de Georges Van Parys el 1961 i Antonin a Ciboulette a Ginebra) i melodies. Jansen va ser un intèrpret magnètic de Danilo a The Merry Widow, que va interpretar unes 1.500 vegades a França, mostrant les seves habilitats interpretatives, que també va utilitzar en diverses pel·lícules. Va doblar la veu cantant d’Alain Cuny a Les Visiteurs du Soir (1942).
Va ser durant cinc anys professor al Conservatori de Marsella, després va ocupar un lloc similar al Conservatori de París, finalment va ensenyar tècnica vocal a l'Opéra-Studio.

## Discografia
A més dels tres enregistraments de Pelléas et Mélisande, la discografia de Jansen inclou Frédéric en un Lakmé complet. Va gravar seleccions de Véronique amb Yvonne Printemps el 1941, The Merry Widow el 1953, Ta bouche el 1956 i Fragonard el 1957. El 1952 va gravar un recital per a Decca de Ravel, Debussy, Chabrier i Hahn (LXT2774) i cançons de Schubert, Jaubert, Beydts i Françaix.

## Filmografia
- 1942: Patricia de Paul Mesnier
- 1944: La Malibran de Sacha Guitry
- 1944: Bonsoir mesdames, bonsoir messieurs de Roland Tual
- 1949: La Ronde des heures de Alexandre Ryder
- 1972: Figaro-ci, Figaro-là de Hervé Bromberger (TV)